# 茶茶 天涯的貴妃
《茶茶 天涯的貴妃》（日语：茶々 天涯の貴妃）是日本2007年12月22日全國公開放映的電影，描述在日本戰國時代，身為織田信長血親、豐臣秀吉側室，以及被德川家康忌諱的傳奇女子茶茶的一生。此作的原著為日本作家井上靖的歷史小說《淀殿日記》（台灣中文版由遠流出版公司出版，名稱為《戰國紅顏》）。此電影是紀念井上靖一百歲冥誕所耗費巨資而拍攝，並在第三回大阪映畫祭（おおさかシネマフェスティバル）得到第10名，和央葉華獲得主演女優（女主角）賞、谷村美月獲得助演女優（女配角）賞。

## 製作人員
- 導演：橋本一
- 製作人：坂上順
- 腳本：高田宏治
- 音樂：海田莊吾
- 合唱：鈴木重子

## 演員
- 茶茶：和央葉華，第一次參與電影演出。[6]
- 初：富田靖子
- 小督：寺島忍
- 大藏卿局：高島禮子
- 北政所：余貴美子
- 市：原田美枝子
- 於摩阿：吉野公佳
- 後藤基次：平岳大
- 長曾我部盛親：中丸新將
- 前田玄以：高橋長英
- 根津甚八：辻本一樹
- 望月六郎：高木英一
- 毛利勝永：松永鐵九郎
- 大野治長：近藤公園
- 豐臣秀賴：中林大樹
- 真田幸村：黃川田將也
- 千姬：谷村美月
- 本多正信：松重豐
- 德川家康：中村獅童
- 豐臣秀吉：渡部篤郎
- 織田信長：松方弘樹（特別演出）
- 柴田勝家：谷口高史
- 京極忠高：真島公平
- 京極龍子：魏涼子
- 織田有樂齋：土平友厚
- 佳乃：黑木真耶
- 秀吉的側室：三都井美衣、渡邊亞里、圓山詩織
- 茶茶（幼少期）：菅野莉央
- 初（幼少期）：清水萌萌子
- 小督（幼少期）：山田夏海
- 豐臣秀頼（幼少期）：一井直樹、松島海斗
- 千姫（幼少期）：佐佐木麻緒
- 薄田兼相：唐渡亮
- 春田純一
- 大家由祐子
- 福本清三

## 主題曲
- Sowelu「光」[2][7][8]